# Oải hương (màu)
 #B57EDC 
 #E6E6FA 
Màu oải hương (lavender), hay còn gọi là màu hoa oải hương, là màu tía rất nhạt. Nó rất gần với màu hoa của cây oải hương (một loại cây họ Lamiaceae giống Lavandula).

## Tọa độ màu
```
Số Hex
 =  #B57EDC

RGB
   (r, g, b)      = (181, 126, 220)

CMYK
  (c, m, y, k)   = (18, 43, 0, 14)
```